# باربرا لورانس
باربرا لورانس (بالإنجليزية: Barbara Lawrence)‏ (و. 1930 – 2013 م) هي ممثلة، وممثلة تلفزيونية، وعارضة، من الولايات المتحدة الأمريكية، ولدت في كارنيغي، توفيت في لوس أنجلوس، عن عمر يناهز 83 عاماً بسبب قصور كلوي.

## وصلات خارجية
- باربرا لورانس على موقع IMDb (الإنجليزية)
- باربرا لورانس على موقع أول موفي (الإنجليزية)
- باربرا لورانس على موقع إن إن دي بي (الإنجليزية)
- باربرا لورانس على موقع قاعدة بيانات الفيلم (الإنجليزية)